# Aynsley Dunbar
Aynsley Thomas Dunbar (nascido em 10 de janeiro de 1946) é um baterista inglês. Foi o primeiro baterista do The Jimi Hendrix Experience. Passou a ser baterista de sua banda Retaliation, seguindo como baterista do The Mothers of Invention de Frank Zappa e do Ziggy Stardust and the Spiders from Mars de David Bowie. Gravou também para Lou Reed, Whitesnake, Alice Cooper e hoje se apresenta com Eric Burdon do The Animals.
Ele trabalhou com alguns dos maiores nomes do rock, incluindo Eric Burdon, John Mayall, Frank Zappa, Ian Hunter, Lou Reed, Jefferson Starship, Jeff Beck, David Bowie, Whitesnake, Sammy Hagar, Michael Schenker, UFO, e Journey. Foi classificado pela Rolling Stone como vigésimo-sétimo maior baterista de todos os tempos.